# ماسیمو دوبروویچ
ماسیمو دوبروویچ (ایتالیایی: Massimo Dobrovic؛ زادهٔ ۱ نوامبر ۱۹۸۴) بازیگر اهل ایستریا و ایتالیا است که با برنامه اروپایی‌های هالیوود شناخته می‌شود. او علناً همجنس‌گرا است.
از فیلم‌ها یا مجموعه‌های تلویزیونی که وی در آن‌ها نقش داشته است، می‌توان به واحد ضد مافیا و یک مرد خوب اشاره نمود.